# أرنالدو بيريرا (لاعب كرة قدم)
أرنالدو بيريرا (بالبرتغالية: Arnaldo Pereira‏) هو لاعب كرة الصالات ‏ ولاعب كرة قدم برتغالي، ولد في 16 يونيو 1979 في براغانزا في البرتغال.

## وصلات خارجية
- أرنالدو بيريرا على موقع الاتحاد الأوربي (الإنجليزية)